# 西山ダム (山梨県)
西山ダム（にしやまダム）は、山梨県南巨摩郡早川町奈良田下草里にあるダム。
堤高40.4mの重力式コンクリートダムであり、運営管理は山梨県企業局が行なっている。
水力発電用のダムであり、取水した水は下流の西山発電所(にしやまはつでんしょ)に送られている。
ダム湖（人造湖）の名前は奈良田湖（ならだこ）という。

## 概要
山梨県知事天野久が「富める山梨」を掲げて開発を行った野呂川総合開発において、最初に供用が開始されたダムである。1957年（昭和32年）4月運用開始。放流設備は非常用洪水吐3門に常用洪水吐1門を備えている。
早川のほか奈良田第一発電所から放流されたものが流入されており、奈良田湖に貯まった水を西側にある取水設備から取水して全長4906.9mの導水路を通り、147mの落差を利用して西山発電所の水車を回している。水力発電所で使用された水は早川に戻される。

## 西山発電所

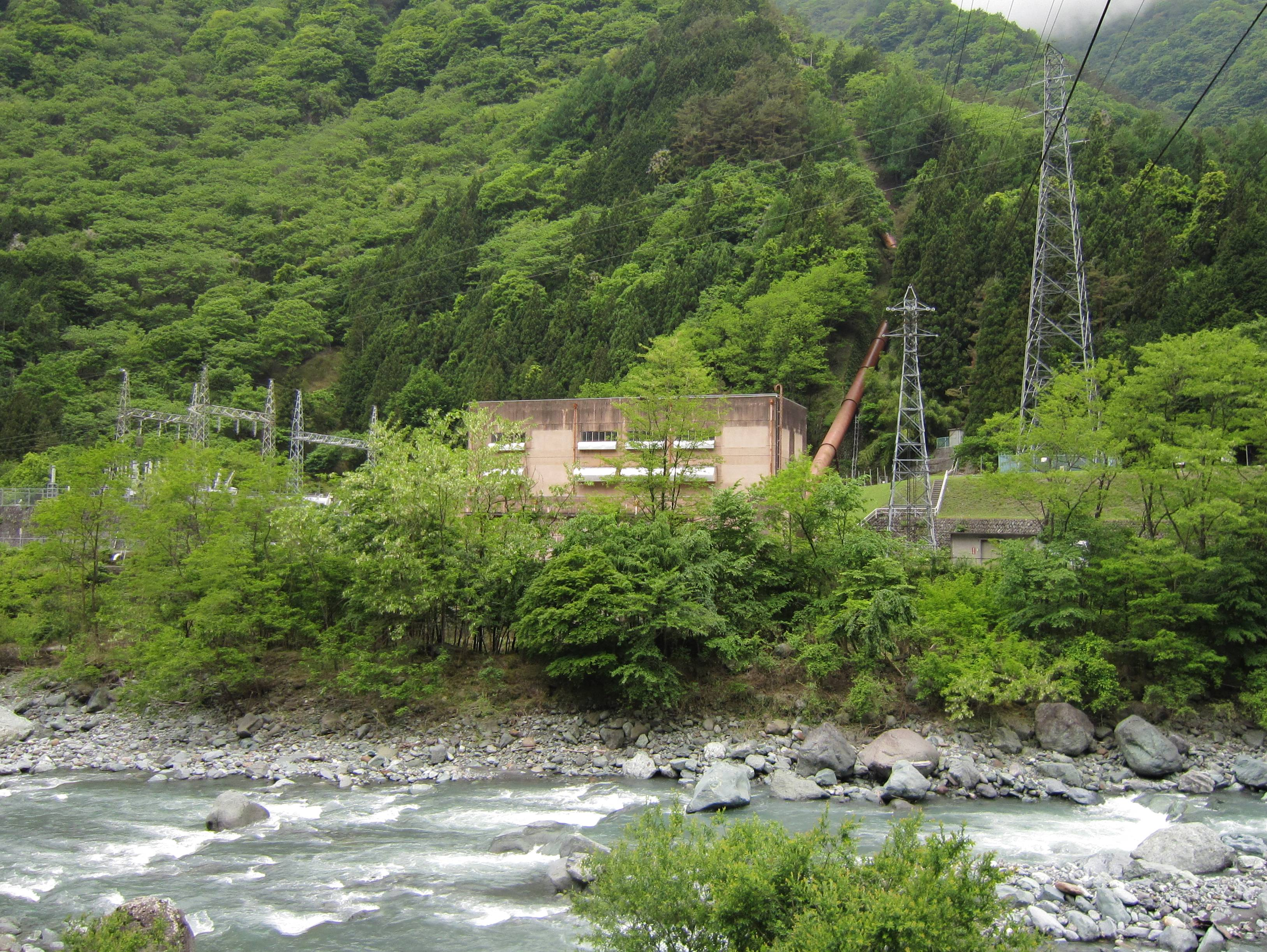
西山発電所

西山ダムより約5キロメートル下流にあたる、早川町湯島にある水力発電所。早川の右岸に立地しており、野呂川総合開発において最初に運用が開始された発電所である。
立軸三相交流同期発電機と堅軸フランシス式水車をそれぞれ2台備え、最大出力18,800kW、常時出力4,000kWの能力を誇る。ここで作られた電気は、東京電力パワーグリッドの送電網で東京電力ホールディングスに売却されている。